# Atheist Rap
Atheist Rap (engl. Atheist rap) je srpski pank-rok bend iz Novog Sada.

## Istorija
29. novembra 1988. osnovali su ga Aleksandar Popov i Vladimir Kozbašić. U bend potom dolaze Vladimir Radusinović (gitara) i Zoran Zarić (bas gitara), dok za bubnjeve seda Stevan Gojkov (Kapetan Leshi, Fear of Dog). Prvi koncert bend održava 22. maja 1989. godine i ovaj datum se vodi kao datum kada je bend osnovan. Krajem 1989. godine pridružuje im se Aleksandar Milanov (Fluorel Tačkaš, Elba), dok Gojkov prelazi na gitaru. 
Početak i uspon Ateist repa vezan je za novosadski klub Žuta kuća gde su oni kako kažu „svirali, izlazili, pili i živeli“. Prvo izdanje sa četiri pesme snimljeno je 1990. godine za Jugoton, ali ono nažalost nikad nije izašlo iz štampe. Debitantski album „Maori i crni Gonzales“ bend je izdao 1993. godine (izdavač Start Today Records, kasnije i TIOLI). Pesme „Varburg limuzina“ i „Blu trabant“ plasirale su ovaj bend na vrhove skoro svih top-lista u bivšoj Jugoslaviji. 1993. godine ovaj album je proglašen za najbolji na tada prestižnoj manifestaciji Brzi bendovi Srbije. U to vreme bend napušta Gojkov, a preostala petorka nastavlja da svira na svim mestima gde su im uslovi iole dozvoljavalji.
Drugi studijski album, „Ja eventualno bih ako njega eleminišete“, izlazi 1995. godine, među fanovima grupe poznatiji kao „Jebanje“ (po početnim slovima naslova). Serija koncerata zaustavljana je zbog Zarićeve teške bolesti, sa kojom nije mogao da se izbori. Preminuo je 14. februara 1997. Na mesto basiste posle kraće pauze dolazi Zoran Lekić koji je po potrebi svirao gitaru ili na basu po potrebi menjao Zarića, a tada bend kreće na već zakazanu turneju po Sloveniji.
Sledi rad na albumu „Druga liga zapad“ (1998, Hi-Fi Centar), nakon čijeg se izdavanja bendu priključuje Slobodan Fekete. 2000. godine uzimaju učešće u kampanji „Vreme je... izađi na crtu“, koja je za cilj imala da motiviše mlade da izađu na izbore. Oktobra iste godine bend svira u zagrebačkoj Močvari, puljanskom Uljaniku i u riječkom Palahu. 
Kompilacijski album pod imenom „Predsednici predsedništva predsednika“, u izdanju Hi-Fi Centra, izlazi 2001. godine, nakon čega je usledila koncertna neaktivnost. Bend napušta Kozbašić, koji je i dalje ostao usko vezan za bend, i Fekete koji se posvetio solo-karijeri, dok se Radusinović kao basista priključuje melodičnom hardkor bendu Bonebreaker.
Na Feketeovo mesto iz Mitesersa dolazi Dušan Ječmenica, sa kojim 2005. snimaju četvrti studijski album, „Osveta crnog Gonzalesa“ u izdanju Multimedia Recordsa. Album, koji je po rečima samih članova „oborio sve rekorde u disproporciji između utrošenog vremena i efektivnog rada na snimanju i miksanju“, snimljen je u produkciji samog benda. Period koji prethodi izdavanju „Osvete“ obeležili su malobrojni nastupi po festivalima (NISOMNIA, EXIT 03, ZAGREB OPEN AIR, Banja Luka, Sisak, Velika) i klubovima (Močvara u Zagrebu, Monte Paradizo u Puli, Baraka u Kutini). Krajem marta 2005. kreću na promotivnu turneju „Osvete“, koja se sastojala iz tridesetak nastupa.

## Članovi grupe

### Pevači
- Aleksandar Popov — Dr. Pop (1989—)
- Vladimir Kozbašić — Pećinko (1989—2001)
- Vladimir Radusinović — Radule (1989—)

### Gitaristi
- Vladimir Radusinović — Radule (1989—)
- Stevan Gojkov — Goja (1990—1993)
- Slobodan Fekete — Barbun (1998—2001)
- Dušan Ječmenica — Dulles (2002— 2013)
- Zoran Džuklevski  (2014 —2018)
- Branko Radusinović  (2021 —)

### Basisti
- Zoran Zarić — Zare (1989—1997, preminuo)
- Zoran Lekić — Leki (1997—)

### Bubnjari
- Stevan Gojkov — Goja (1989—1990)
- Aleksandar Milanov — Acke (1990—2025)
- Nebojša Ćato — Ćata (2025—)

## Diskografija

### Studijski albumi
1. Maori i crni Gonzales — 1993.
2. Ja eventualno bih ako njega eleminišete — 1995.
3. II liga zapad — 1998.
4. Predsednici predsedništva predsednika — 2001.
5. Osveta crnog Gonzalesa — 2005.
6. Priče matorih pokvarenjaka — 2010.
7. Überlauf — 2015.
8. JBT POP — 2019.

## Spoljašnje veze
- Balkanrok intervju sa Aleksandrom Popovom (Dr. Pop)